# Аннетт Шварц
А́ннетт Шварц (нем. Annette Schwarz), полное имя Аннетт Кармен Шёнлауб (нем. Annette Carmen Schönlaub; 26 марта 1984, Рейнланд-Пфальц, Германия) — немецкая порноактриса, известная своими экстремальными сценами минета. Аннетт снялась более чем в 30 фильмах студий John Thompson’s GGG и 666 Movies.
До прихода в фильмы для взрослых работала медсестрой в больнице.

## Биография
Шварц начала свою карьеру, когда ей исполнилось 18, первым делом она перебралась в Мюнхен и начала работать с Джоном Томпсоном. Проработав с Джоном несколько лет, она стала появляться в фильмах таких студий как Private, Evil Angel, Red Light District.
Белладонна, Джейк Малоун, Джои Силвера и Рокко Сиффреди — это далеко не полный список партнеров актрисы. Рокко выступил с хвалебной речью, назвав Аннетт лучшей восходящей звездой порно на церемонии Venus Award Show в Германии в 2005 году, он тогда получил награду за дело всей своей жизни.
Кроме того, что Аннетт до сих пор снимается, она открыла собственную студию в 2006 году, где потихоньку воплощает свои идеи. Она подписала контракт с Evil Angel в 2007 году на церемонии AVN Awards со словами: «Я хочу побыть порноактрисой ещё пару лет, а после полностью сосредоточиться на собственной студии, потому что я не хочу выглядеть на 40, когда мне исполнится 25».

## Награды и номинации
| Год  | Церемония  | Категория                                   | Работа | Результат |
| ---- | ---------- | ------------------------------------------- | --- | --------- |
| 2008 | XRCO Award | Супершлюха                                  | | Победа    |
| 2008 | XRCO Award | Аналитик оргазмов                           | | Номинация |
| 2008 | AVN Award  | Лучшая сцена группового секса - видео       | Fashionistas Safado: Berlin                                                                                               | Победа    |
| 2008 | AVN Award  | Актриса года                                | | Номинация |
| 2008 | AVN Award  | Лучшая сцена триолизма                      | Elastic Assholes 5 | Номинация |
| 2008 | AVN Award  | Лучшая сцена с зарубежными актёрами         | Rocco: Animal Trainer 23                                                                                                  | Номинация |
| 2008 | AVN Award  | Лучшая сцена секса от первого лица          | Nice Fucking View | Номинация |
| 2008 | AVN Award  | Лучшая групповая сцена                      | The Good, the Bad & the Slutty                                                                                            | Номинация |
| 2008 | AVN Award  | Лучшая групповая сцена                      | Slutty & Sluttier 3 | Номинация |
| 2009 | AVN Award  | Лучшая сцена орального секса                | Face Fucking Inc. 3 | Победа    |
| 2009 | AVN Award  | Самая «жёсткая» сцена                       | Squirt Gangbang 2 (вместе с Надей Стайлз, Джейд Фаер, Флауэр Туччи, Энджел Стоун, Бритни Стивенс, Ariel X. и Кайли Уайлд) | Номинация |
| 2009 | AVN Award  | Лучшая групповая сцена                      | Annette Schwarz Is Slutwoman 2                                                                                            | Номинация |
| 2009 | AVN Award  | Лучшая сцена секса с двойным проникновением | Slam It! In a Young Pussy                                                                                                 | Номинация |

## Фильмография
Список фильмов с участием Аннетт Шварц за 2009 год:
| Фильм               | Студия        | Режиссёр    | Время | Год  |
| ------------------- | ------------- | ----------- | ----- | ---- |
| Squirt Facials 2    | Elegant Angel | —           | —     | 2009 |
| Gang Bang My Face 5 | Evil Angel    | Jake Malone | 180   | 2009 |
| Fetish Fuck Dolls 2 | Evil Angel    | Jake Malone | 177   | 2009 |
| Dcypher Files       | Cal Vista     | D Cypher    | —     | 2009 |